# Godziętowy
Godziętowy – wieś w Polsce położona w województwie wielkopolskim, w powiecie ostrzeszowskim, w gminie Doruchów.

## Historia
Miejscowość historycznie należy do ziemi wieluńskiej, która leżała w Wielkopolsce. Ma metrykę średniowieczną i istnieje co najmniej od XIII wieku. Wymieniona w 1266 pod nazwami „Bodzatowo, Godziantow, Godziętowy, Godzanthowi” .
Miejscowość została odnotowana w historycznych dokumentach prawnych, własnościowych i podatkowych. W 1266 wieś płaciła dziesięcinę biskupowi wrocławskiemu. W 1415 przeniesiono ją z parafii Mikorzyn do nowo utworzonej parafii Doruchów i płaciła plebanowi w Mikorzynie z tytułu dawnej przynależności po 6 groszy od łanu, a inne opłaty plebanowi w Doruchowie. W 1441 leżała na ziemi ostrzeszowskiej. Pobierano w niej wówczas podatek z 12 łanów oraz od sołtysów. W 1481 odnotowano w niej 2 łany sołtysie. W 1553 miejscowość leżała w powiecie ostrzeszowskim i liczyła 1,5 łana. W latach 1651–1670 miała 9 łanów powierzchni. We wsi znajdują się pozostałości dawnego pieca hutniczego .
W miejscowości urodził się Teofil Wolicki, polski duchowny rzymskokatolicki, arcybiskup metropolita gnieźnieński i poznański oraz prymas Polski w latach 1828–1829.
W latach 1975–1998 miejscowość administracyjnie należała do województwa kaliskiego.
Znajduje się tutaj przystanek osobowy Godziętowy, na linii kolejowej nr 383.